# 樋口睦
樋口 睦（ひぐち あつし、1987年5月5日 - ）は、愛知県名古屋市出身のハンドボール選手。日本ハンドボールリーグの豊田合成所属。

## 経歴
名古屋市立汐路中学校時代は第11回JOCジュニアオリンピックカップで優秀選手に選ばれた。中学卒業後は愛知高等学校へ進学した。
高校卒業後は筑波大学へ進学。2008年の関東学生ハンドボール・春季リーグで5季ぶりの優勝に貢献し、優秀選手に選出された。
2009年は春季リーグで2季ぶりに優秀選手賞を受賞。秋季リーグでも優秀選手賞を受賞した。同年の全日本学生ハンドボール選手権大会（インカレ）では優秀選手賞を受賞した。
2010年2月に日本ハンドボールリーグの湧永製薬へ加入。背番号は「11」。同年7月の第51回全日本実業団ハンドボール選手権大会では最優秀新人賞を受賞した。
2011-12年シーズンはリーグ6位タイとなる75得点を記録した。
2012年の第2回社会人選手権ではベストセブンに選ばれた。
2013-14年シーズンはリーグ8位の73得点を記録。
2014-15年シーズンはリーグ9位タイの70得点を記録。7mスローは棚原良（琉球コラソン）と同数の27得点を挙げ、7mスロー得点賞を受賞した。同シーズン限りで湧永製薬を退団。
2015年に豊田合成へ移籍。背番号は「14」。

## 詳細情報

### 年度別成績
| 年        | チーム    | 試合 | フィールド 得点 | 率   | 7m     | 合計    | 警告 | 退場 | 失格 |
| --------- | --------- | ---- | --------------- | ---- | ------ | ------- | ---- | ---- | ---- |
| 2009-10   | 湧永製薬  | 0    | -               | -    | -      | -       | -    | -    | -    |
| 2010-11   | 湧永製薬  | 14   | 24/50           | .480 | 5/5    | 29/55   | 1    | 2    | 0    |
| 2011-12   | 湧永製薬  | 14   | 64/126          | .508 | 11/13  | 75/139  | 7    | 2    | 0    |
| 2012-13   | 湧永製薬  | 12   | 37/83           | .446 | 15/18  | 52/101  | 1    | 3    | 0    |
| 2013-14   | 湧永製薬  | 16   | 58/126          | .460 | 15/22  | 73/148  | 8    | 5    | 1    |
| 2014-15   | 湧永製薬  | 16   | 43/91           | .473 | 27/31  | 70/122  | 1    | 2    | 0    |
| 2015-16   | 豊田合成  | 16   | 55/107          | .514 | 10/15  | 65/122  | 3    | 3    | 0    |
| 2016-17   | 豊田合成  | 16   | 48/94           | .511 | 2/3    | 50/97   | 3    | 3    | 0    |
| 2017-18   | 豊田合成  | 24   | 62/105          | .590 | 2/7    | 64/112  | 4    | 3    | 0    |
| 2018-19   | 豊田合成  | 24   | 41/63           | .651 | 2/2    | 43/65   | 2    | 3    | 0    |
| JHL：10年 | JHL：10年 | 152  | 432/845         | .511 | 89/116 | 521/961 | 30   | 23   | 1    |

- 各年度の太字はリーグ最高

### JHLプレーオフ
| 年      | チーム   | 試合                       | フィールド 得点 | 率        | 7m        | 合計      | 警告      | 退場      | 失格      |
| ------- | -------- | -------------------------- | --------------- | --------- | --------- | --------- | --------- | --------- | --------- |
| 2009-10 | 湧永製薬 | トヨタ車体戦 (準決勝)      | -               | -         | -         | -         | -         | -         | -         |
| 2010-11 | 湧永製薬 | ※開催中止                  | ※開催中止       | ※開催中止 | ※開催中止 | ※開催中止 | ※開催中止 | ※開催中止 | ※開催中止 |
| 2011-12 | 湧永製薬 | 大崎電気戦 (準決勝)        | 1/5             | .200      | 2/2       | 3/7       | 0         | 1         | 0         |
| 2012-13 | 湧永製薬 | トヨタ車体戦 (準決勝)      | -               | -         | -         | -         | -         | -         | -         |
| 2013-14 | 湧永製薬 | トヨタ車体戦 (準決勝)      | 2/3             | .667      | 4/4       | 6/7       | 0         | 1         | 0         |
| 2017-18 | 豊田合成 | 大同特殊鋼戦 (1stステージ) | 1/4             | .250      | 0/0       | 1/4       | 0         | 0         | 0         |
| 2018-19 | 豊田合成 | トヨタ車体戦 (2ndステージ) | 1/4             | .250      | 0/0       | 1/4       | 0         | 0         | 0         |

### タイトル・表彰

#### 日本ハンドボールリーグ
- 7mスロー得点賞：1回 (2014年)

#### 社会人選手権
※前身の実業団選手権を含む
- 最優秀新人賞 (2010年)
- ベストセブン：1回 (2012年)

### 記録

#### 日本ハンドボールリーグ
- フィールドゴール初得点：2010年9月4日、対大同特殊鋼戦（横浜文化体育館）[14]
- 7mスロー初得点：2010年10月17日、対豊田合成戦（湧永満之記念体育館）[15]
- 通算400得点：2017年2月11日、対トヨタ紡織九州戦（福岡市民体育館）[16]
- 通算500得点：2018年11月17日、対トヨタ紡織九州戦（豊田合成アリーナ）[17]

### 背番号
- 11 (2010年 - 2015年)
- 14 (2015年 - )